# 12 Leporis
12 Leporis är en vit stjärna i huvudserien i Harens stjärnbild.
Stjärnan har visuell magnitud +5,89 och är svagt synlig för blotta ögat vid god seeing. 12 Leporis befinner sig på ett avstånd av ungefär 995 ljusår.